# Puya raimondii
A Puya raimondii ou Titanca, ou ainda Puia, é uma espécie da família das Bromeliáceas. É endêmica do Peru, Bolívia e do norte do Chile. A Puya raimondii viceja nas altitudes situadas entre 3200 e 4800 metros acima do nível do mar, particularmente em locais ensolarados e bem irrigados. O epíteto raimondii homenageia o naturalista italiano Antonio Raimondi (1824–1890), que no ano de 1874 descobriu a espécie na região de Chavín de Húantar, no Peru, e a descreveu como Pourretia gigantea Raimondi, embora esta tenha sido mencionada anteriormente, em 1830, pelo francês Alcide d'Orbigny (1802-1857), que a observou na região de Vacas, na Bolívia.

## Descrição
A maior de todas as bromeliáceas, a Puya atinge uma altura de quatro metros, alcançando os doze metros quando produz seu pendão floral ou inflorescência. Cada planta produz, uma única vez em sua vida, aproximadamente 8.000 flores, contendo seis milhões de sementes. Seu aspecto singular contrasta com a aridez de seu habitat, a puna andina.

## Galeria de imagens
Na natureza:

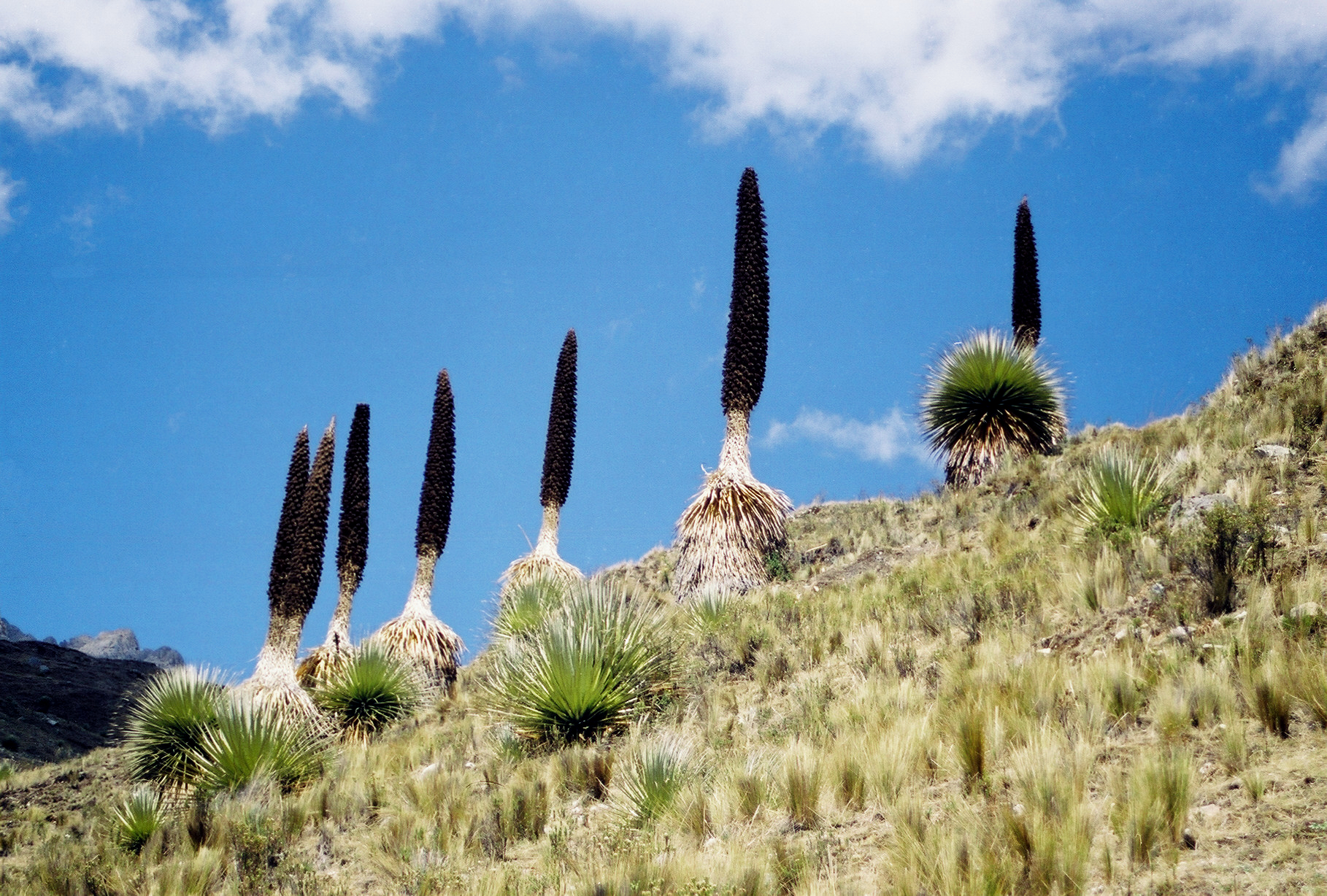
Habitat.
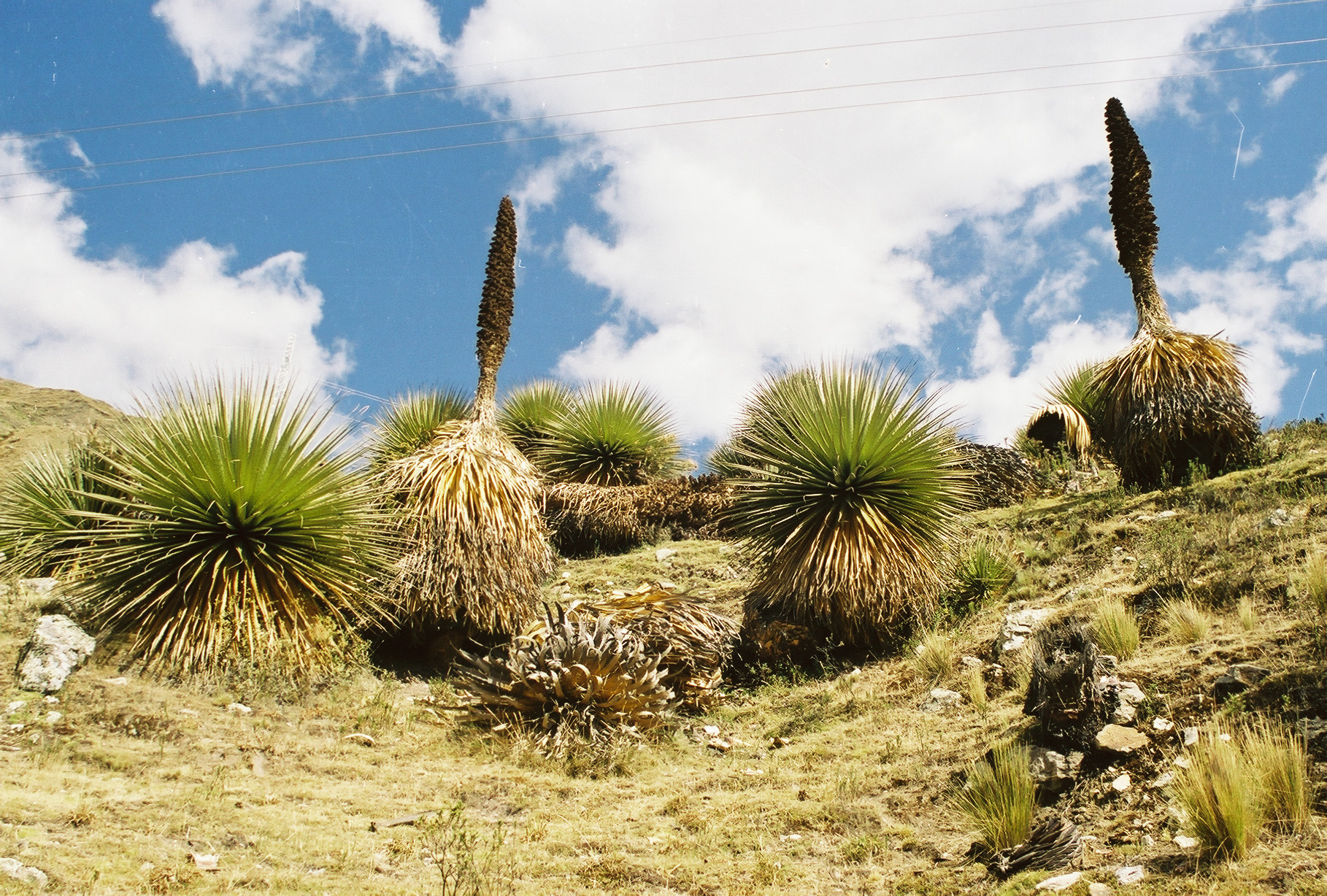
Puya Raimondii pequena e florida.
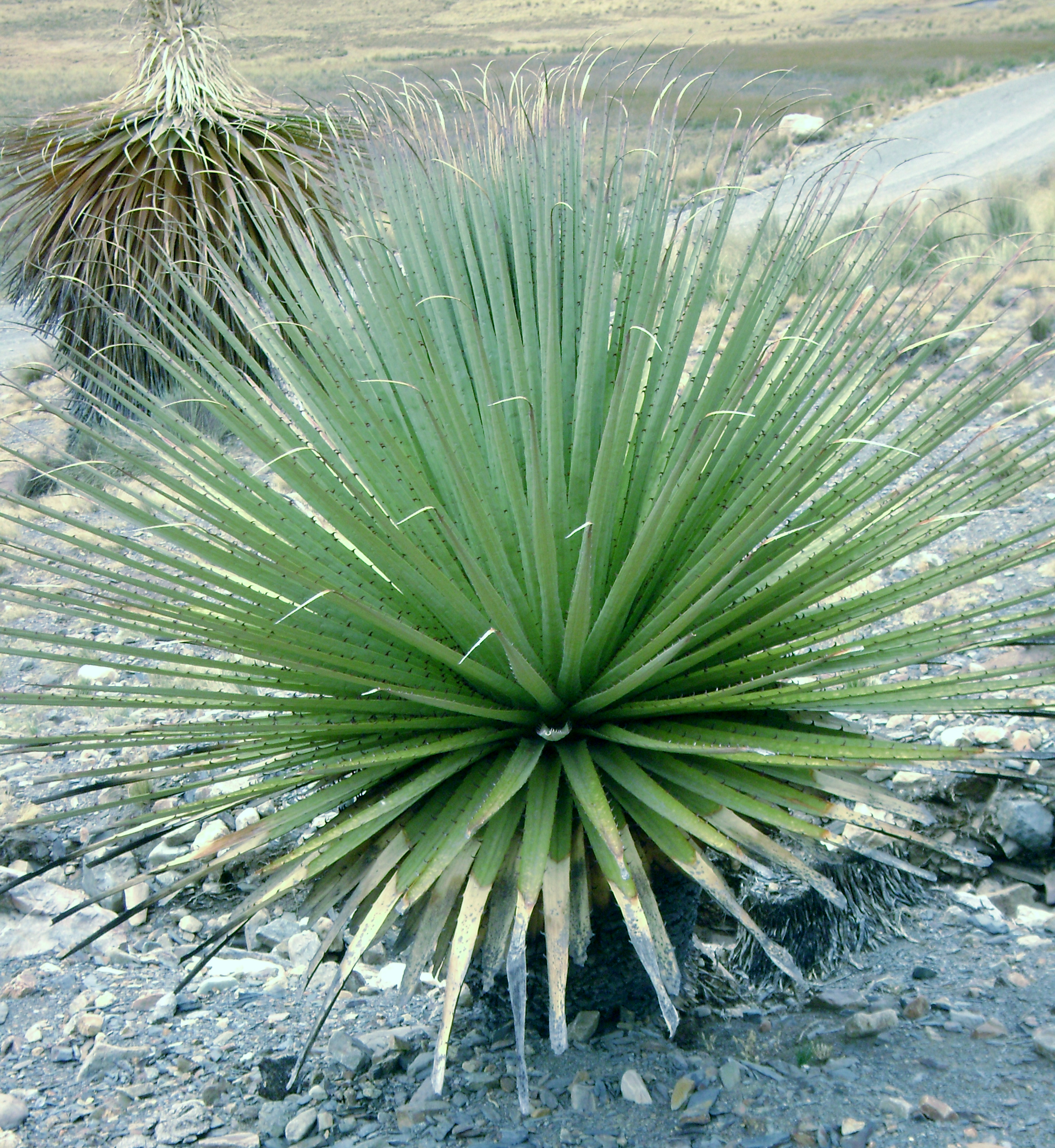
Exemplar antes da formação do pendão floral com arranjo foliar quase esférico sobre o caule.

Exemplares cultivados no San Francisco Botanical Gardens:

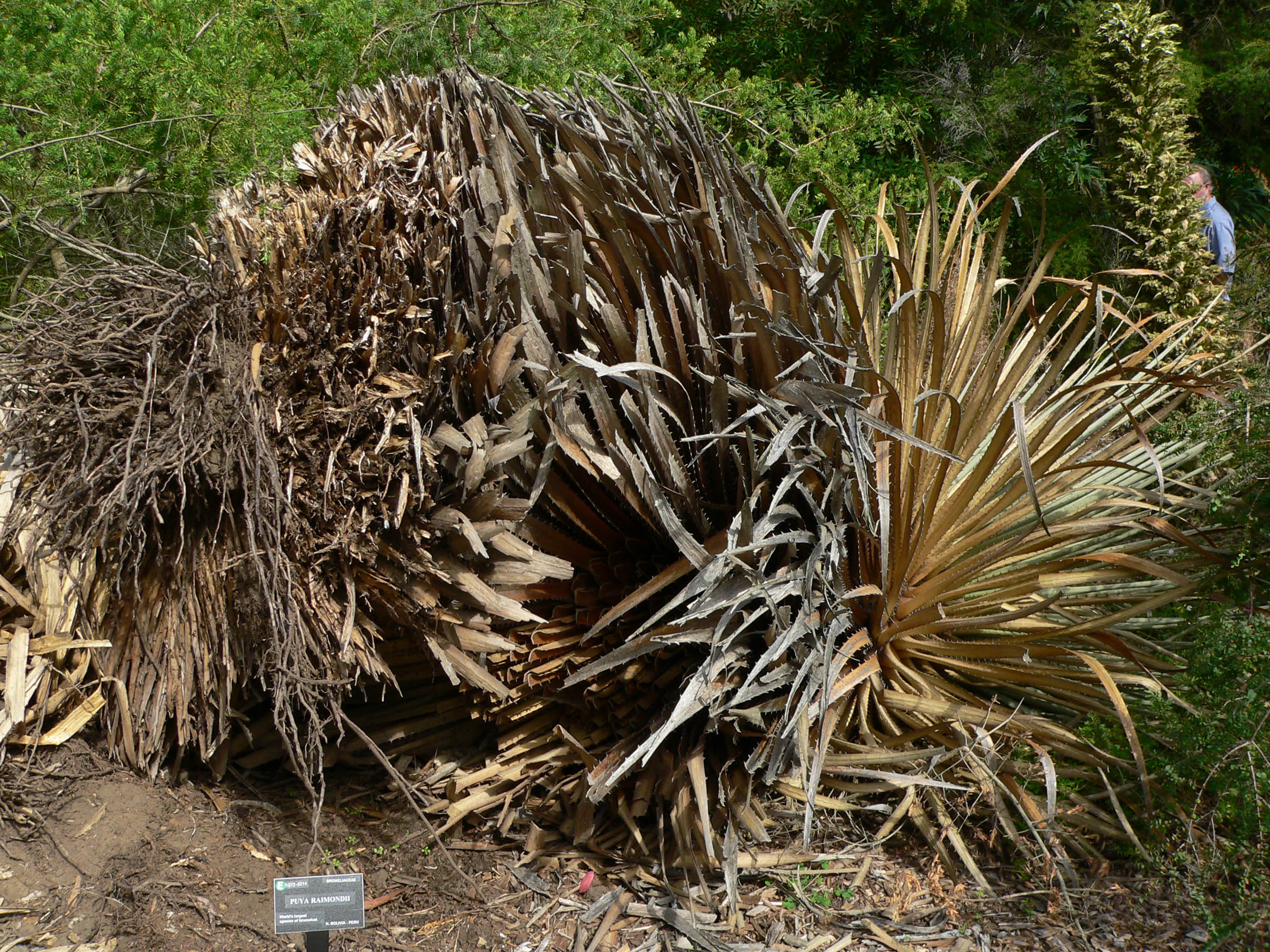
Exemplares cultivados no San Francisco Botanical Gardens
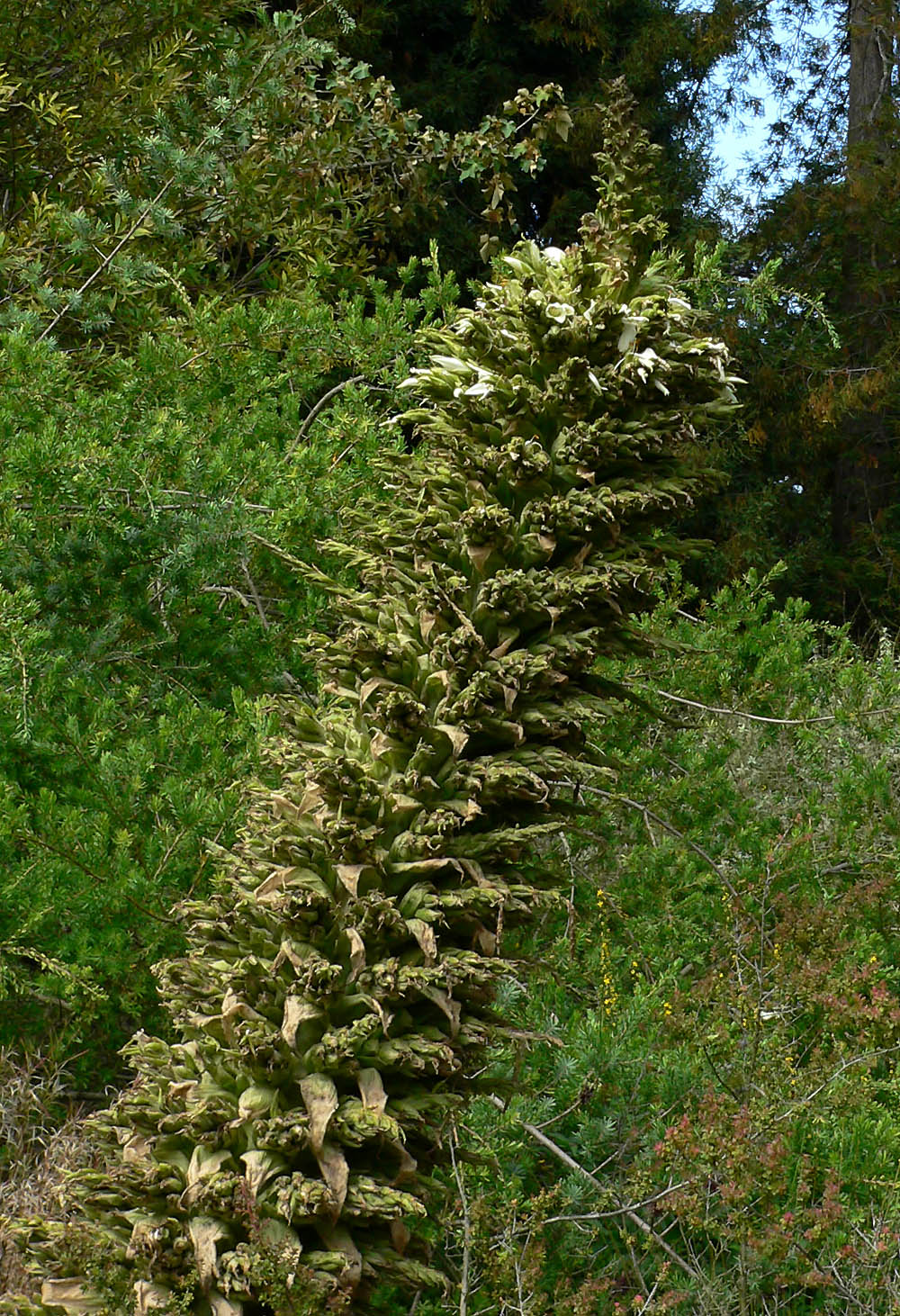
Detalhe do pendão floral.
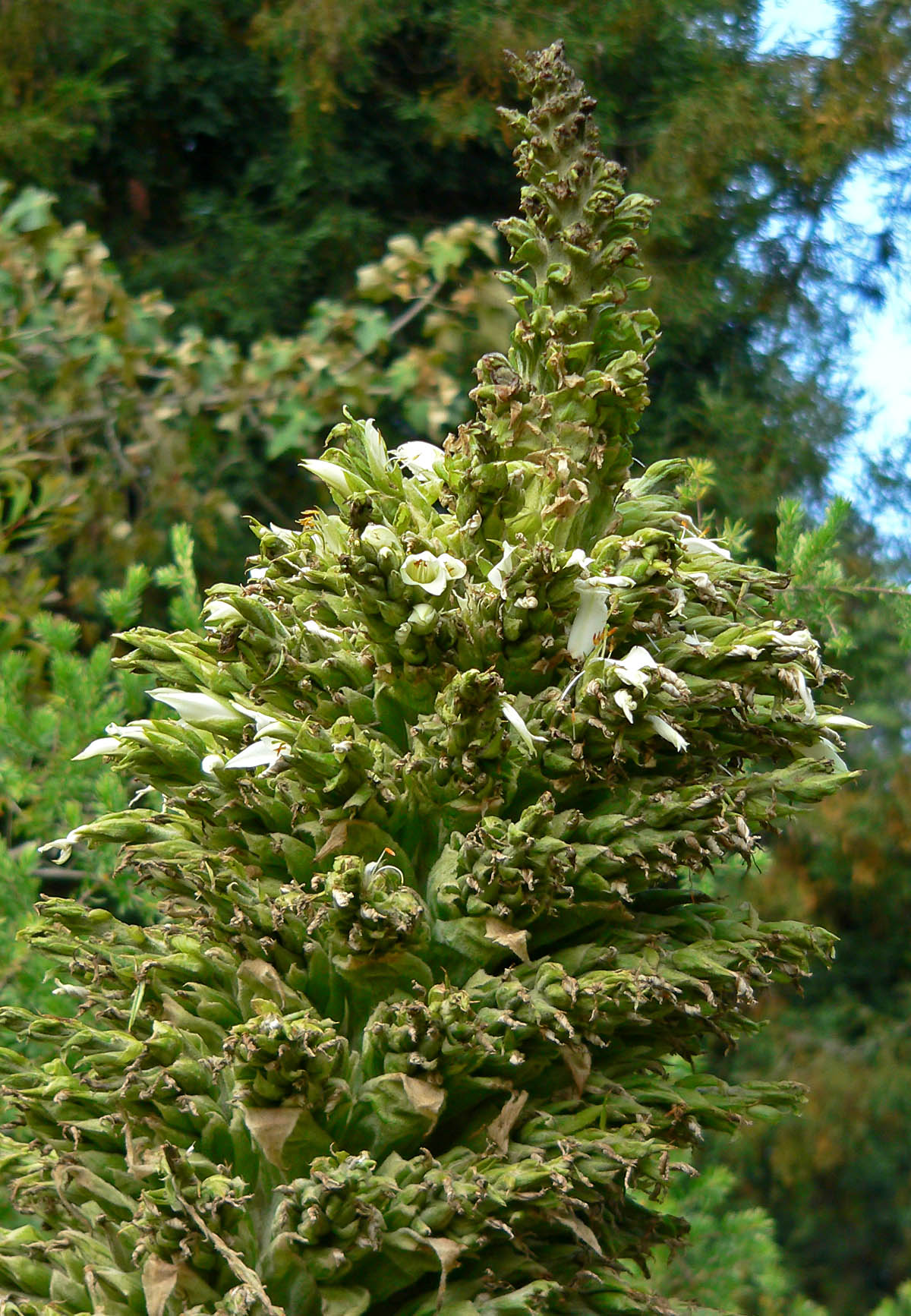
Detalhe do pendão floral com flor.
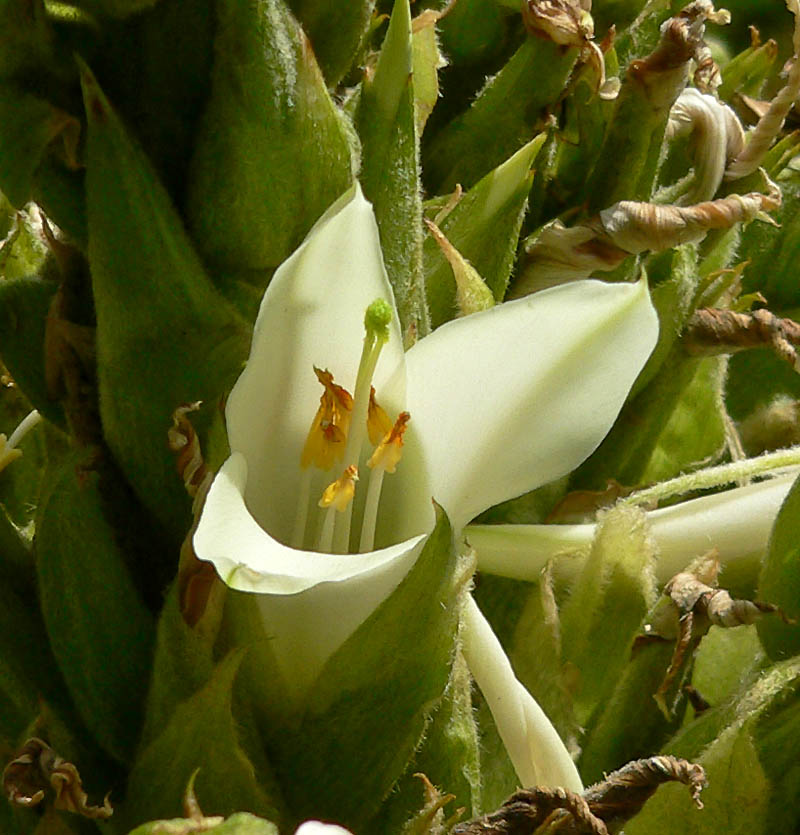
Detalhe de um pendão floral.

## Literatura
- Werner Rauh: Bromelien – Tillandsien und andere kulturwürdige Bromelien. Verlag Eugen Ulmer, Stuttgart 1990, ISBN 3-8001-6371-3.
- Pierre L. Ibisch: Puya raimondii Harms in Bolivien – ein Fall für den Artenschutz? In: DIE BROMELIE. Sonderheft 4, 1999.
- Lyman B. Smith, Robert Jack Downs: Pitcairnioideae (Bromeliaceae). In: Flora Neotropica. No.  14,1, Hafner Press, New York 1974.